# Чемпионат мира по фехтованию 1949
Чемпионат мира по фехтованию в 1949 году проходил в Каире (Египет). Среди мужчин соревнования проходили в личном и командном зачёте по фехтованию на саблях, рапирах и шпагах, среди женщин — только первенство на рапирах в личном зачёте.

## Общий медальный зачёт
| Место | Страна  | Золото | Серебро | Бронза | Всего |
| ----- | ------- | ------ | ------- | ------ | ----- |
| 1     | Италия  | 5      | 2       | 4      | 11    |
| 2     | Франция | 1      | 3       | 1      | 5     |
| 3     | Австрия | 1      | 0       | 0      | 1     |
| 4     | Швеция  | 0      | 1       | 1      | 2     |
| 5     | Дания   | 0      | 1       | 0      | 1     |
| 6     | Египет  | 0      | 0       | 3      | 3     |
| Всего | Всего   | 7      | 7       | 9      | 23    |

## Медалисты

### Мужчины
| Дисциплина                  | Золото | Серебро                                                                              | Бронза |
| --------------------------- | --- | ------------------------------------------------------------------------------------ | --- |
| Шпага Личное первенство     | Дарио Манджаротти | Рене Буньоль                                                                         | Пер Карлесон |
| Шпага Командное первенство  | Италия · Роберто Батталья · Дарио Манджаротти · Луиджи Кантоне · Марко Антонио Мандруццато · Эдоардо Манджаротти · Антонио Спаллино | Швеция · Пер Карлесон · Ханс Дракенберг · Карл Форсселль · Ролф Юлин                 | Египет · Мохамед Абдель Рахман · Морис Шмейл · Салах Дессуки · Юссеф Асфар · Махмуд Юнес                          |
| Рапира Личное первенство    | Кристиан д’Ориола | Ренцо Ностини                                                                        | Эдоардо Манджаротти Джулиано Ностини                                                                              |
| Рапира Командное первенство | Италия · Джулиано Ностини · Роберто Феррари · Манлио Ди Роза · Ренцо Ностини · Эдоардо Манджаротти · Джорджо Пеллини                | Франция · Рене Буньоль · Жеан Бюан · Кристиан д’Ориола · Жак Латаст · Адриен Роммель | Египет · Осман Абдель Хафиз · Анвар Тавфик · Салах Дессуки · Хассан Хосни Тавфик · Махмуд Юнес · Мохамед Зулфикар |
| Сабля Личное первенство     | Гастоне Даре | Джорджо Пеллини                                                                      | Винченцо Пинтон Витторио Станьи                                                                                   |
| Сабля Командное первенство  | Италия · Винченцо Пинтон · Гастоне Даре · Джорджо Пеллини · Мауро Ракка · Витторио Станьи · Ренцо Ностини                           | Франция · Жак Лефевр · Жан Левавассёр · Жан Парен · Жан-Франсуа Турнон               | Египет · Ахмед Абу-Шади · Мохамед Абдель Рахман · Салах Дессуки · Махмуд Юнес · Мохамед Зулфикар                  |

### Женщины
| Дисциплина               | Золото      | Серебро      | Бронза      |
| ------------------------ | ----------- | ------------ | ----------- |
| Рапира Личное первенство | Эллен Прайс | Карен Лахман | Жаклин Бодо |